# Martha Wölger
Martha Wölger (* 4. August 1920 im Freingraben bei Mariazell als Martha Goldgruber; † aufgefunden am 27. Mai 1992 in Hall bei Admont) war eine österreichische Mundartdichterin.

## Leben
Martha Wölger wurde am 4. August 1920 als eheliche Tochter des Forstarbeiters Pius Goldgruber (* 29. April 1886 in Sankt Sebastian; † 11. September 1967 ebenda) und dessen Ehefrau Klara (geborene Heger; * 4. August 1886 in Gußwerk; † 5. April 1963 in Sankt Sebastian) im Freingraben bei Mariazell geboren. Die Mutter war Dienstmagd und betreute die Familie, die eine kleine gepachtete Landwirtschaft bewirtschaftete. Während des Ersten Weltkrieges diente der Vater als Infanterist. Ihren Eltern hatten am 4. April 1918 in der Pfarre Mariazell geheiratet. Am 9. Juli 1932 empfing sie ihre Firmung.
Die Pflichtschule besuchte Martha Wölger in Gußwerk und in Mariazell. Im Zweiten Weltkrieg wurde sie als Rot-Kreuz-Schwester ausgebildet und arbeitete hauptsächlich in Berlin. Nach Kriegsende kehrte sie nach einer abenteuerlichen Flucht mit dem Fahrrad in die Steiermark zurück, wo sie wieder als Krankenschwester tätig war. Am 24. Juli 1948 heiratete sie den aus Admont stammenden und schwer kriegsversehrten Gärtnermeister Otto Wölger. Der Ehe entstammten fünf Kinder.
Zu schreiben begann sie schon in ihrer Schulzeit. Die stärkste Wirkung beim Publikum erzielte sie mit ihren Gedichten und Erzählungen in obersteirischer Mundart. Einem breiteren Publikum wurde Martha Wölger durch Radiosendungen und Leseabende bekannt. Allmählich fand die Dichterin auch öffentliche Anerkennung:
- 1959 erhielt sie den Förderpreis des Landes Steiermark;
- 1971 wurde ihr der Peter Rosegger-Literaturpreis des Landes Steiermark verliehen.

In vielfältigen sprachlichen Bildern stellte Martha Wölger den Lesern ihre lebensnahen Eindrücke von der sie umgebenden Welt dar. Ernsthaft und tiefsinnig aber durchaus auch humorvoll hielt sie ihre Gedanken in Versen und Geschichten fest. Das Religiöse als eine Grundkraft im Leben und Schaffen Martha Wölgers bezeugen eine Reihe von Werken, vor allem der Zyklus über das Marienleben „Unsere liabe Frau“ und „Die Steirische Mess“, die von Kurt Muthspiel vertont wurde.
Viele Jahre lebte die Dichterin, zuerst gemeinsam mit ihrem Mann und nach dessen Tod allein, in einem kleinen Holzhäuschen auf dem Sonnberg in Hall bei Admont, mit einem wunderbaren Blick auf die Gesäuseberge. Dort wurde sie laut Taufbucheintrag am 27. Mai 1992 tot aufgefunden; der genaue Todeszeitpunkt ist nicht bekannt.

## Werke
- 1955: Dahoam
- 1957: In da Oanschicht
- 1963: Unsere liabe Frau. Ein Marienleben in steirischer Mundart
- 1964: Obersteirischer Heimatkalender
- 1970: Fuchs Rotrock. Der steirische Reineke
- 1974: A goldene Bruckn und andere Mundartdichtungen
- 1975: Steirische Mess
- 1978: Wird olls wieder guat. Geschichtn ausn Freingrobn
- 1984: Va meine Leut. Geschichtn ausn Freingrobn
- 1986: Erlebnisse mit Tieren (zusammen mit ihrer Freundin, der österreichischen Bergschriftstellerin Liselotte Buchenauer)
- 1990: Rund uman Sunnberg

Ein unveröffentlichtes Gedicht-Typoskript: Der Größer (Grimming)